# Stazione di Shinagawa
La stazione di Shinagawa (品川駅?, Shinagawa-eki) è una delle principali stazioni ferroviarie di Tokyo ed è uno dei principali punti di contatto tra i treni gestiti dalla East Japan Railway Company con quelli gestiti dalla Central Japan Railway Company e dalle Ferrovie Keikyū. Tra le linee che passano per questa stazione vi è anche la famosa Tōkaidō Shinkansen. A dispetto del nome la stazione non è ubicata a Shinagawa bensì a Minato.

## Storia
Shinagawa è una delle stazioni più antiche del Giappone, ha aperto il 12 giugno 1872 quando la linea tra Shinagawa e Yokohama entrò temporaneamente in funzione. Quattro mesi dopo, il 14 ottobre 1872, fu inaugurata la "Prima linea ferroviaria giapponese" tra Shimbashi e Yokohama, passante per Shinagawa. Questa linea è parte della linea Tōkaidō. Al giorno d'oggi, non è rimasto niente della struttura originale della stazione.
Più tardi, il 1º marzo 1885, la linea Yamanote entrò in funzione. La stazione Takanawa della linea Keikyū (allora linea ferroviaria Keihin) aprì l'11 marzo 1924, dall'altra parte della strada rispetto alla stazione Shinagawa. Il 1º aprile 1933 si decise di spostare la stazione Takanawa nella stazione Shinagawa e creare un'unica stazione.

L'atrio nella parte est della stazione fu restaurato nel 2003 in corrispondenza della costruzione dei binari della nuova linea Tōkaidō Shinkansen. Fu inoltre migliorato l'accesso al nuovo complesso commerciale "Shinagawa Intercity".
Shinagawa è una delle stazioni facente parte del progetto per il Chūō Shinkansen, il treno Maglev che dovrebbe essere completato nel 2045.

## Linee
Shinagawa è servita dalle seguenti linee:
JR Central
 Tōkaidō Shinkansen
 JR East
■ Linea Keihin-Tōhoku
■ Linea principale Tōkaidō
■ Linea Yamanote
■ Linea Yokosuka
 Ferrovie Keikyū
● Linea Keikyū principale

## Struttura

### Stazione JR East
La sezione JR East è dotata di sette marciapiedi a isola e uno laterale serventi 14 binari totali. Il binario 1 si trova a ovest, mentre il 14 è a est.
| 1     | ■ Linea Yamanote               |                 | per Shimbashi, Tokyo e Ueno                                                           |
| 2     | ■ Linea Yamanote               |                 | per Shibuya, Shinjuku e Ikebukuro                                                     |
| 3     | ■ Linea Keihin-Tōhoku          |                 | per Tokyo, Ueno e Ōmiya                                                               |
| 4     | ■ Linea Keihin-Tōhoku          |                 | per Kamata, Yokohama e Ōfuna                                                          |
| 5-6   | ■ Linea principale Tōkaidō     |                 | per Shimbashi e Tokyo                                                                 |
| 7-8   | ■ Binari di servizio           |                 | per i treni della linea Tōkaidō della mattina                                         |
| 9-10  | Non in uso                     | Lavori in corso |                                                                                       |
| 11-12 | ■ Linea principale Tōkaidō     |                 | per Kawasaki, Yokohama, Odawara, Atami e Itō                                          |
| 13    | ■ Linea Yokosuka e Sōbu Rapida |                 | per Tokyo, Kinshichō, Funabashi, Chiba e Narita Aeroporto                             |
| 14    | ■ Linea Yokosuka e Sōbu Rapida |                 | per Tokyo, Kinshichō, Funabashi, Chiba e Narita Aeroporto (incluso il Narita Express) |
| 14    | ■ Linea Yokosuka               |                 | per Yokohama, Kamakura, Zushi e Kurihama                                              |
| 15    | ■ Linea Yokosuka               |                 | per Yokohama, Kamakura, Zushi e Kurihama (incluso il Narita Express)                  |

### Stazione JR Central
La sezione JR Central è utilizzata solo dai servizi Tōkaidō Shinkansen, ed è dotata di due marciapiedi a isola serventi 4 binari totali. 
| 21-22 | Tōkaidō Shinkansen |  | per Tokyo                      |
| 23-24 | Tōkaidō Shinkansen |  | per Nagoya, Kyoto e Shin-Ōsaka |

### Stazione Keikyū
La sezione delle Ferrovie Keikyū si trova sul lato ovest rispetto alla stazione JR, ed è costituita da un marciapiede laterale e uno a isola per 3 binari totali.
| 1 | ● Linea Keikyū principale |  | per Keikyū Kamata, Yokohama, Kanazawa-Bunko, Uraga e Misakiguchi |
| 2 | ● Linea Keikyū principale |  | per Sengakuji, Asakusa, Inba-Nihon Idai e Narita Aeroporto       |
| 3 | ● Linea Keikyū principale |  | per Kami-Ōoka e Misakiguchi                                      |
| 3 | ● Linea Keikyū principale |  | per Kita-Shinagawa e Namamugi                                    |

## Stazioni adiacenti
| «                       | Servizio                                     | »                                        |
| Linea Yamanote          | Linea Yamanote                               | Linea Yamanote                           |
| ----------------------- | -------------------------------------------- | ---------------------------------------- |
| Tamachi                 | -                                            | Ōsaki                                    |
| Linea Tōkaidō           |                                              |                                          |
| Shimbashi               | Locale Rapido                                | Kawasaki                                 |
| Shimbashi               | Rapido pendolari                             | Ōfuna                                    |
| Linea Yokosuka          |                                              |                                          |
| Shimbashi               | Locale                                       | Nishi-Ōi                                 |
| Linea Keihin-Tōhoku     |                                              |                                          |
| Tamachi                 | Locale Rapido                                | Ōimachi                                  |
| Tōkaidō Shinkansen      |                                              |                                          |
| Tokyo                   | Tutti i treni                                | Shin-Yokohama                            |
| Linea principale Keikyū |                                              |                                          |
| Sengakuji               | Locale                                       | Kita-Shinagawa                           |
| Sengakuji               | Espresso Aeroporto Espresso Limitato (rosso) | Aomono-Yokochō                           |
| Sengakuji               | Espresso Limitato (verde)                    | Keikyū Kamata                            |
| Sengakuji               | Espresso Limitato aeroporto                  | Haneda Aeroporto Terminal Internazionale |
| Capolinea               | Keikyū Wing                                  | Kami-Ōoka                                |